# Pădurea Domnească
Naukowy rezerwat przyrody „Pădurea Domnească” („Pański Las”; rum. Rezervația științifică „Pădurea Domnească”) – obszar chroniony w północno-zachodniej części Republiki Mołdawii. Jest największym i jednocześnie najmłodszym rezerwatem naukowym kraju. Jego celem jest ochrona lasów o cechach naturalnych i łąk zalewowych nad Prutem. W rezerwacie żyją podarowane przez Polskę żubry.

## Obszar
Rezerwat zajmuje 6032 ha wzdłuż środkowego Prutu, rozciągając się na 40 km między wsiami Cobani i Pruteni na pograniczu z Rumunią. Obszar ochrony ścisłej zajmuje 261,7 ha, co stanowi niecałe 4% powierzchni, zaś obszar ochrony częściowej 2005 ha, co stanowi 33% jego powierzchni. W pobliżu rezerwatu sporą atrakcję turystyczną stanowią wzgórza Suta de Movile będące południowym skrajem Tołtrów oraz jaskinie krasowe.

## Przyroda
Cenne siedliska leśne o charakterze naturalnym zajmują 3054 ha (52% powierzchni rezerwatu), lasy sztucznie nasadzone 32%, łąki 3,3%, tereny zalewowe 7,1%. W okolicach wsi Moara Domnească na obszarze 123 ha znajduje się starodrzew dębowy z drzewami osiągającymi ponad 300 lat i 35 m wysokości. 
Oprócz cennych drzewostanów na terenie rezerwatu zaobserwowano 31 rzadkich gatunków roślin, z czego 12 krytycznie zagrożonych na terenie kraju, a 19 zagrożonych (w różnym stopniu) w skali globalnej.
Wśród fauny rezerwatu wyróżnia się 47 gatunków ssaków, 15 gatunków gadów i płazów i 159 gatunków ptaków, z których wyróżniają się jedne z najważniejszych w kraju kolonii czapli siwej. Na obszarze chronionym zaobserwowano 21 gatunków zwierząt rzadkich.
Do rezerwatu 19 sierpnia 2005 r. sprowadzono pierwsze od 250 lat na terenie Mołdawii żubry, otrzymane w prezencie od Polski: samca Podrywacza i dwie samice Pogwarkę i Kagurę. W 2014 r. ich liczba wzrosła do sześciu. Żyją one w stanie pół-wolnym na obszarze 300 ha.